# Lipase lisossomal
A lipase lisossomal é uma forma de lipase que funcional de forma intracelular, no lisossoma.

## Importância clínica
Está associada à deficiência de lipase ácida lisossomal, à doença de Wolman e à doença de armazenamento dos ésteres do colesterol.
A substância clorpromazina é inibidora da lipase lisossomal.
Um rastreio genético sugere que a lipase lisossomal A, localizada como cromossoma 10q23.31, está associada com a doença arterial coronariana em humanos.